# Tafri’at Kabira
Tafri’at Kabira (arab. تفريعة كبيرة) – wieś w Syrii, w muhafazie Aleppo, w dystrykcie Al-Bab. W 2004 roku liczyła 1089 mieszkańców.